# Włodzimierz Czacki

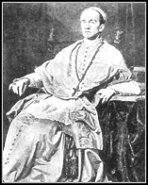
Włodzimierz Kardinal Czacki (ca. 1885)

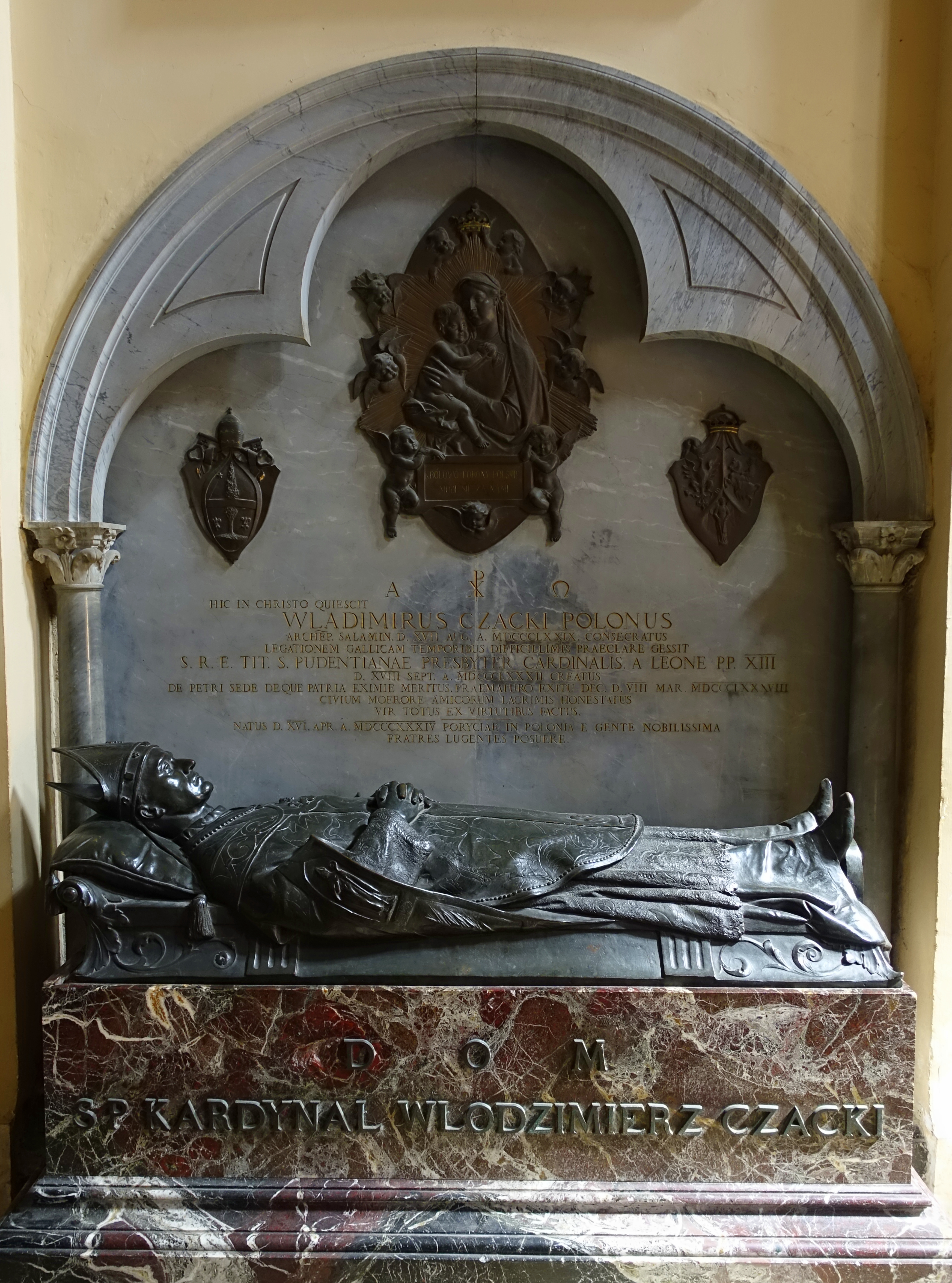
Czacki-Grabmal (Pius Weloński), Santa Pudenziana, Rom

Włodzimierz Czacki (* 16. April 1834 in Poryck (heutige Ukraine); † 8. März 1888 in Rom) war ein Kurienerzbischof und Kardinal der Römischen Kirche.

## Leben
Czacki war zunächst Seminarist am Päpstlichen Polnischen Kolleg in Rom. Nach dem Studium der Theologie empfing er am 30. November 1867 das Sakrament der Priesterweihe. Am 12. August 1879 wurde er von Papst Leo XIII. zum Titularerzbischof von Salamis ernannt. Die Bischofsweihe spendete ihm am 17. August desselben Jahres Kardinal Flavio Chigi; Mitkonsekratoren waren Kurienerzbischof Angelo Bianchi und Placido Petacci, Weihbischof im Bistum Sabina. Von 19. September 1879 bis zu seinem Tod war er Apostolischer Nuntius in Frankreich.
Im Konsistorium vom 25. September 1882 wurde er zum Kardinal kreiert und erhielt die römische Kirche Santa Pudenziana als Titelkirche.